# پژو تیپ ۱۵
پژو تیپ ۱۵ (Peugeot Type ۱۵) یک مدل اولیه پژو بود که از سال 1897 تا 1901 ساخته شد. تعداد تولید 276 دستگاه از این خودرو، بالاترین تعداد تولید توسط این شرکت تا آن زمان بود و بیشتر از مجموع تمام مدل‌های قبلی بود.

## موتور
پژو همکاری خود با دایملر را پایان داد و اولین موتور تولیدی خود را برای این خودرو استفاده کرد که در کارخانه تازه تأسیس آودینکورت ساخته شده بود. موتور تخت دو سیلندر نصب شده به صورت عرضی، تغییراتی نسبت به موتور V-twin خارجی قبلی داشت. این موتور 8 اسب بخار قدرت تولید می‌کرد.

## مالکین مشهور
چارلز رولز، که با هنری رویس برای تأسیس برند معروف رولز-رویس در سال ۱۹۰۶ همکاری کرد، مالک یک پژو تیپ 15بود و در سال 1902یک نمایندگی در بریتانیا تأسیس کرد که به فروش پژو و سایر خودروهای فرانسوی می‌پرداخت. آلبرتو سانتوس-دومون نیز در حین اقامت در فرانسه یک تیپ ۱۵ خرید و بعداً آن را به کشور زادگاهش، برزیل، صادر کرد.
طراحی آن خودروهای موتور عقب-محور عقب بوده است.